# Thomas Low Nichols
Thomas Low Nichols (1815-1901) est un médecin, journaliste, écrivain et défenseur américain de nombreuses causes, notamment l'amour libre, l'hydrothérapie, la réforme de l'alimentation et de la santé, le végétarisme et le spiritualisme.

## Biographie
Nichols est né à Orford, New Hampshire, en 1815. Il étudie la médecine au Dartmouth College, jusqu'à ce qu'il abandonne ses études et devienne un journaliste radical. Nichols fait son apprentissage dans les journaux de Lowell et de New York, avant de devenir rédacteur en chef et propriétaire partiel du Buffalonian en 1837. Un article qu'il publie alors qu'il est rédacteur en chef du New York Aurora lui vaut quatre mois de prison pour diffamation ; il publie plus tard Journal in Jail, un récit de son expérience, en 1840.
Thomas Nichols épouse Mary Gove en juillet 1848,. Nichols termine son doctorat en médecine à l'Université de New York en 1850. Plus tard, le couple fonde une école de formation de thérapeutes par l'eau et publie plusieurs livres sur la santé, l'alimentation et d'autres réformes. Nichols est secrétaire de l'American Hygienic and Hydropathic Association et de la Society of Public Health et vice-président de l'American Vegetarian Society.

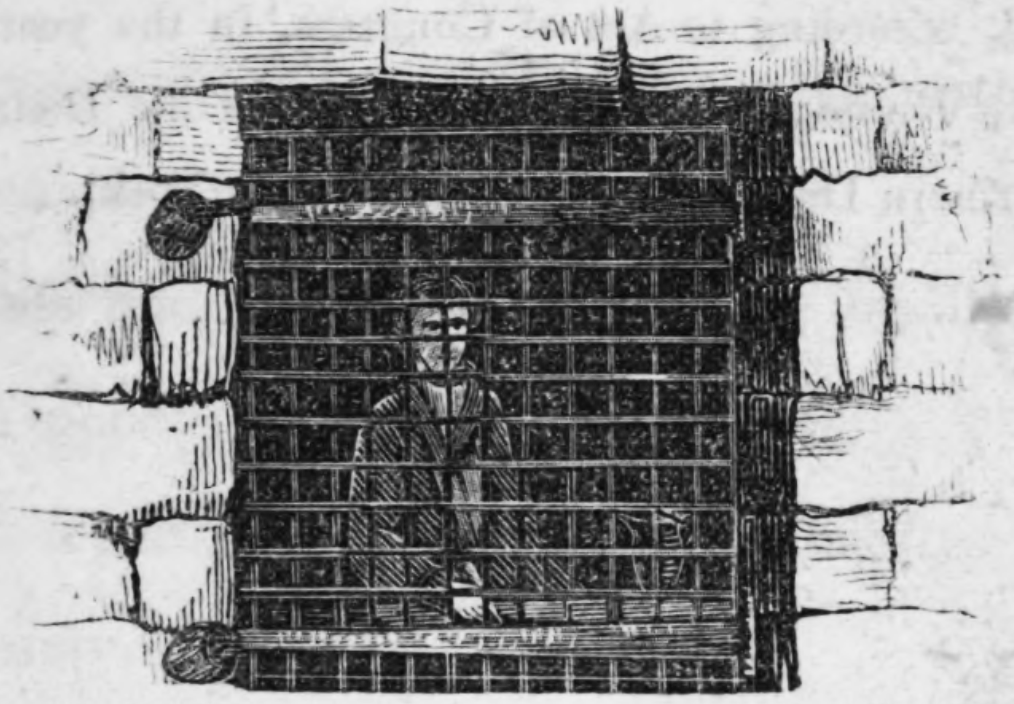
Dessin de Nichols en prison

Entre 1853 et 1857, Nichols publie deux revues, Nichols' Monthly et Nichols' Journal, pour défendre ses convictions. Dans Nichols' Monthly, il publie une histoire utopique épistolaire partielle, qu'il imprègne de ses convictions sur l'amour libre, le suffrage universel et le libertarisme ; il est ensuite publié sous forme de roman en 1860.
Pendant un certain temps, le couple a vécu dans la communauté anarchiste d'amour libre des Temps Modernes de Josiah Warren, basée à Long Island. En 1856, le couple part et fonde une « école de la vie », appelée Memnonia Institute, basée à Yellow Springs, Ohio. Elle s'effondre en 1857 et le couple se convertit au catholicisme romain.
Le couple déménage à Londres pour échapper à la guerre civile américaine. Nichols publie deux autres romans Oncle Angus (1864) et Jerry (1872), ainsi qu'une autobiographie à succès Quarante ans de vie américaine en 1864. Il fonde la coopérative Sanitary Company en 1875 et le couple cofonde une publication sur la santé, le Herald of Health. Le couple fait campagne pour la tempérance et la réforme vestimentaire et contre la conscription militaire, la vivisection, les vaccinations et la peine capitale. Ils ont également contribué à la création de plusieurs restaurants végétariens à Londres.
Mary est décédée en 1884 ; après sa mort, Nichols a déménagé à Sutton, Surrey, où il a continué à publier ses brochures.
Nichols a ensuite déménagé à Chaumont-en-Vexin, en France, où il est décédé en 1901, à l'âge de 85 ans.

## Postérité
Le militant des droits des animaux et du végétarisme Ernest Bell a crédité le pamphlet de Nichols Comment vivre avec six pence par jour comme l'inspiration initiale de son végétarisme.

## Publications
- Journal in Jail: Kept During a Four Months' Imprisonment for Libel, in the Jail of Erie County (1840)
- Esoteric Anthropology (The Mysteries of Man) (1853)
- Esperanza: My Journey Thither and What I Found There (1860)
- Forty Years of American Life (1864)
- Uncle Angus (1864)
- Jerry (1872)
- How to Live on Sixpence A-day (1873)
- The Herald of Health (1877)
- Dr. Nichols' Penny Vegetarian Cookery: The Science and the Art of Selecting and Preparing a Pure, Healthful, and Sufficient Diet Illustrated by Food Diagrams and Portraits of Distinguished Vegetarians (1888)

## Lectures complémentaires
- Braun, « Passional Affinities: The free-love couple who pissed off nineteenth-century America », The Paris Review, 2 juillet 2014